# Fethiye (stad)
Fethiye is de hoofdplaats van het Turkse district Fethiye en telt 50.689 inwoners (2000).

## Verkeer en vervoer

### Wegen
Fethiye ligt aan de nationale weg D400 en de provinciale weg 48-27.

## Klimaat

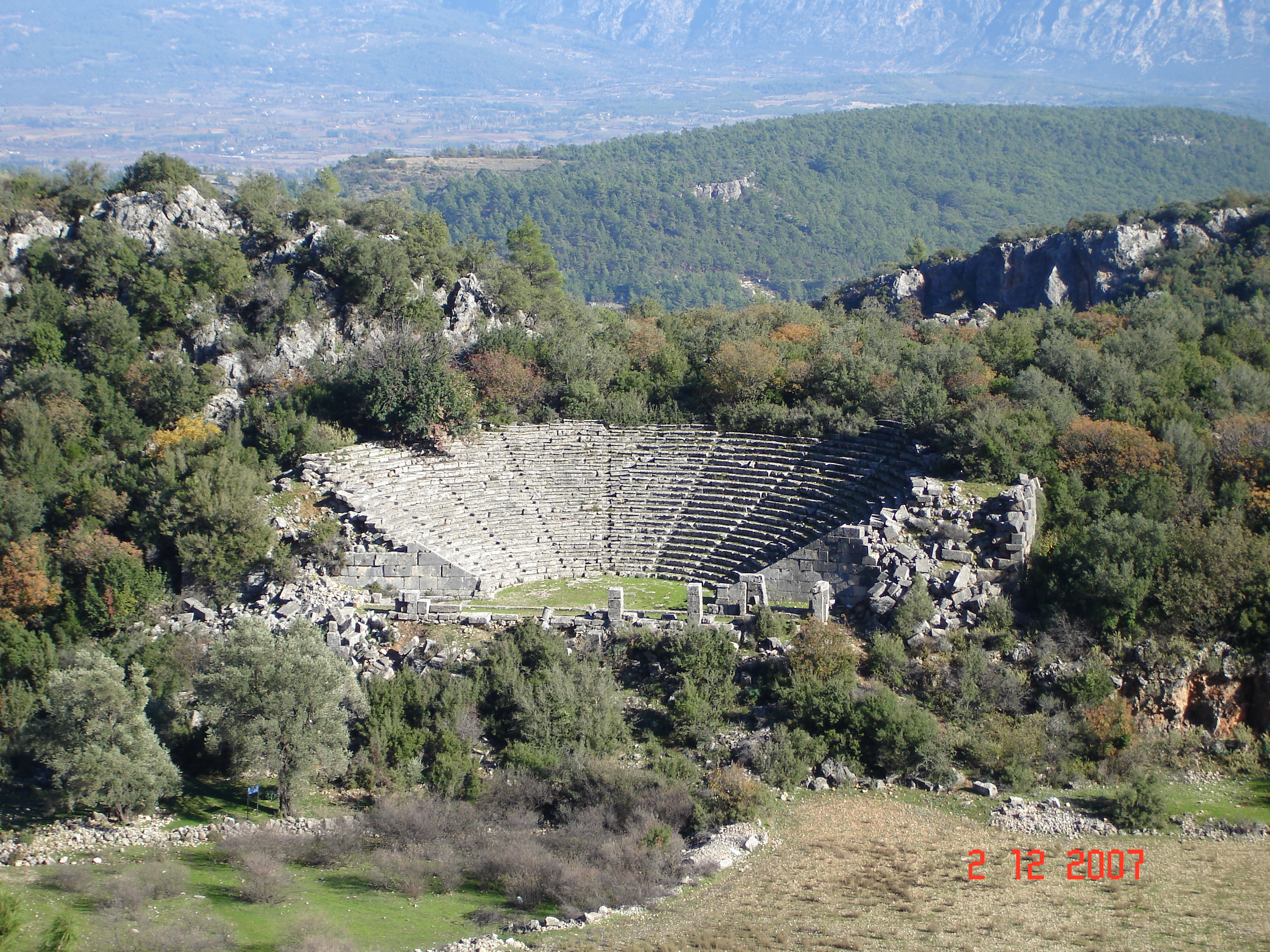
Amfitheater van Pinara, nabij Fethiye

### Klimaat
| Maand                             | jan   | feb   | mrt  | apr  | mei  | jun  | jul  | aug  | sep  | okt  | nov   | dec   | Jaar  |
| --------------------------------- | ----- | ----- | ---- | ---- | ---- | ---- | ---- | ---- | ---- | ---- | ----- | ----- | ----- |
| Gemiddeld maximum (°C)            | 16,0  | 16,3  | 18,9 | 22,0 | 26,4 | 31,4 | 34,3 | 34,4 | 31,1 | 26,5 | 21,1  | 17,2  | 24,7  |
| Gemiddeld minimum (°C)            | 5,3   | 5,7   | 7,2  | 10,1 | 13,8 | 17,6 | 20,3 | 20,2 | 16,9 | 13,1 | 9,1   | 6,6   | 12,2  |
|                                   |       |       |      |      |      |      |      |      |      |      |       |       |       |
| Neerslag (mm)                     | 159,8 | 128,4 | 80,1 | 49,0 | 25,8 | 4,8  | 3,1  | 2,6  | 17,6 | 66,7 | 123,3 | 174,1 | 835,3 |
| Bron: Meteoroloji Genel Müdürlüğü |       |       |      |      |      |      |      |      |      |      |       |       |       |

- Gemeinsame Normdatei: 4236689-6
- Library of Congress Control Number: n91099061
- Nationale Bibliotheek van Israël: 987007567763305171
- Virtual International Authority File: 153744206